# Spino d'Adda
Spino d'Adda es un municipio italiano situado en la provincia de Cremona, en Lombardía. Tiene una población estimada, a fines de marzo de 2024, de 6989 habitantes.

## Evolución demográfica
| Gráfica de evolución demográfica de Spino d'Adda entre 1861 y 2024 |
|                                                                    |
| Fuente: ISTAT - Elaboración gráfica de Wikipedia                   |